# Tháng 12 năm 2010
Tháng 12 năm 2010 bắt đầu vào thứ Tư và kết thúc sau 31 ngày vào thứ Sáu.

## Chủ đề:Thời sự
| Thứ năm, ngày 2 tháng 12 |
| - FIFA thông báo Giải vô địch bóng đá thế giới 2018 sẽ tổ chức tại Nga và giải năm 2022 sẽ tổ chức tại Qatar. - Các nhà sinh học vũ trụ khám phá GFAJ-1, sinh vật đầu tiên có thể sử dụng asen thay vì phosphor trong những phân tử sinh học quan trọng như DNA. |

| Thứ bảy, ngày 4 tháng 12                                                                                                   |
| - Tàu không gian Boeing X-37 của Không quân Hoa Kỳ hoàn thành chuyến bay đầu tiên sau hơn 7 tháng bay vòng quanh Trái Đất. |

| Chủ nhật, ngày 5 tháng 12 |
| - Nicole Faria 20 tuổi từ Bangalore, Hoa hậu Ấn Độ, giành được vương miện Hoa hậu Trái Đất 2010 tại Vinpearl Land, Nha Trang, Việt Nam. - 3 vệ tinh GLONASS của Nga phóng lên từ Baykonur trong kế hoạch cạnh tranh với hệ thống GPS đã rơi xuống ngoài khơi Thái Bình Dương. - Ở môn quần vợt, đội tuyển Serbia giành chiến thắng trước đội tuyển Pháp, qua đó lần đầu vô địch giải Davis Cup. |

| Thứ ba, ngày 7 tháng 12 |
| - Julian Assange, người sáng lập và tổng biên tập WikiLeaks, ra đầu thú tại Luân Đôn, và một thẩm phán Anh ra lệnh đưa vào tù, không cho tại ngoại hậu tra, sau khi bị Thụy Điển truy nã vì tội hiếp dâm. |

| Thứ sáu, ngày 10 tháng 12 |
| - Nhà hoạt động nhân quyền Lưu Hiểu Ba được trao giải Nobel Hòa bình 2010 tại Oslo trong lúc vắng mặt, lần đầu tiên kể từ năm 1936 mà người nhận giải không hiện diện và không có thân nhân thay mặt. |

| Thứ hai, ngày 13 tháng 12 |
| - Nhà ngoại giao người Mỹ Richard C. Holbrooke, trưởng đoàn đàm phán của hòa ước Dayton, qua đời ở tuổi 69 ở Washington, D.C.. |

| Thứ ba, ngày 21 tháng 12 |
| - Một nguyệt thực toàn phần diễn ra, lần đầu tiên trong ngày đông chí kể từ năm 1638. - Milo Đukanović từ chức thủ tướng nước cộng hòa Montenegro. |

| Thứ tư, ngày 22 tháng 12 |
| - Tổng thống Hoa Kỳ Barack Obama ký một đạo luật bãi bỏ chính sách Không hỏi, không nói cấm người phục vụ trong quân đội công khai là người đồng tính luyến ái. |

| Thứ sáu, ngày 24 tháng 12 |
| - Các nhà nghiên cứu tuyên bố rằng người Denisova, hóa thạch bộ xương có thể thuộc về chi Người, đã từng đôi khi giao phối với loài người. |

| Thứ năm, ngày 30 tháng 12 |
| - Cựu Tổng thống Israel Moshe Katsav bị kết án hai tội hiếp dâm và các tội quấy rối tình dục khác, cản trở công lý, và những tội khác bởi một tòa án ở Tel Aviv. |